# Оливер, Айзейя
Айзейя Оливер (англ. Isaiah Oliver; 30 сентября 1996, Финикс, Аризона) — профессиональный американский футболист, выступающий на позиции корнербека в клубе НФЛ «Атланта Фэлконс». На студенческом уровне играл за команду Колорадского университета. На драфте НФЛ 2018 года был выбран во втором раунде.

## Биография
Айзейя Оливер родился 30 сентября 1996 года в Финиксе. Его отец Мухаммад в прошлом профессиональный футболист, выступал за ряд клубов НФЛ, дядя Деймон Мейс играл за «Хьюстон Ойлерз» и «Вашингтон Редскинс» на позиции принимающего. Подростком Оливер занимался судейством детских матчей по флаг-футболу, участвовал в волонтёрской деятельности. Оливер учился в иезуитской школе Брофи-колледж, играл за её футбольную команду. В составе школьной легкоатлетической команды он становился чемпионом штата в эстафете 4 по 400 метров, участвовал в соревнованиях по десятиборью. На момент окончания школы он входил в двадцатку самых перспективных футболистов Аризоны по версии сайта Scout.com.

### Любительская карьера
В 2015 году Оливер поступил в Колорадский университет, учился по специальности «стратегические коммуникации». В том же году он дебютировал в турнире NCAA, сыграв за команду в тринадцати матчах в защите и составе специальных команд. В 2016 году он стал игроком ротации секондари, сыграв в четырнадцати матчах, в том числе в Аламо Боуле. По итогам сезона тренерский штаб команды присудил ему награду Билла Маккартни, вручаемую за успешную игру в специальных командах.
Сезон 2017 года Оливер провёл в статусе игрока основного состава, сыграв десять матчей и пропустив три из-за травмы ноги. Он сделал 27 захватов и два перехвата. После окончания турнира он был включён в символическую сборную звёзд конференции Pac-12 по результатам опросов тренеров и агентства Associated Press. В последующее межсезонье Оливер объявил об отказе от последнего года карьеры в колледже и выходе на драфт НФЛ.

#### Статистика выступлений в NCAA
| Сезон | Команда           | Игры | Захваты | Захваты | Захваты | Захваты | Захваты | Перехваты | Перехваты | Перехваты | Перехваты | Перехваты | Фамблы | Фамблы | Фамблы | Фамблы |
| Сезон | Команда           | Игры | Solo    | Ast     | Tot     | Loss    | Sk      | Int       | Yds       | Y/R       | TD        | PD        | FR     | Yds    | TD     | FF     |
| ----- | ----------------- | ---- | ------- | ------- | ------- | ------- | ------- | --------- | --------- | --------- | --------- | --------- | ------ | ------ | ------ | ------ |
| 2015  | Колорадо Баффалос | 13   | 18      | 4       | 22      | 0,0     | 0,0     | 0         | 0         | 0,0       | 0         | 6         | 0      | 0      | 0      | 0      |
| 2016  | Колорадо Баффалос | 14   | 23      | 11      | 34      | 0,0     | 0,0     | 1         | 0         | 0,0       | 0         | 7         | 0      | 0      | 0      | 1      |
| 2017  | Колорадо Баффалос | 10   | 20      | 6       | 26      | 0,0     | 0,0     | 2         | 41        | 20,5      | 0         | 12        | 0      | 0      | 0      | 0      |
| Всего | Всего             | 37   | 61      | 21      | 82      | 0,0     | 0,0     | 3         | 41        | 13,7      | 0         | 25        | 0      | 0      | 0      | 1      |

### Профессиональная карьера
Перед драфтом НФЛ 2018 года аналитик сайта Bleacher Report Мэтт Миллер сильными сторонами Оливера называл его физические данные, высокий уровень атлетизма и опыт занятий десятиборьем, его уверенную игру вблизи линии скриммиджа в персональном прикрытии. К минусам он относил недостаток стартовой скорости и не лучшую игру в прикрытии в глубине поля. Миллер прогнозировал ему выбор в концовке первого раунда, так как Оливер заметно выделялся на фоне других выходящих на драфт корнербеков своими габаритами и мощью.
На драфте Оливер был выбран «Атлантой» во втором раунде под общим 58 номером. Девятого мая 2018 года он подписал с клубом четырёхлетний контракт на сумму 4,6 млн долларов. Первый сезон в составе команды он провёл в статусе запасного, приняв участие в четырнадцати матчах, но сыграв в стартовом составе всего два. В регулярном чемпионате Оливер сделал один перехват и сбил семь передач.
Перед стартом сезона 2019 года главный тренер «Фэлконс» Дэн Куинн назвал Оливера одним из стартовых корнербеков команды. В первых восьми матчах регулярного чемпионата он играл неудачно, позволив ресиверам соперника сделать 30 приёмов из 45 возможных, пропустив 427 ярдов с тремя тачдаунами и допустив пять нарушений. После неудачного старта в тренерском штабе «Атланты» последовали перестановки, работать с игроками секондари начал Рахим Моррис. С его помощью Оливер исправил некоторые технические ошибки в своей игре. Во второй половине сезона он допустил только три нарушения правил.
Чемпионат 2020 года он начал на месте правого корнербека, но после выздоровления Даркеза Деннарда Моррис перевёл его на позицию слот-корнербека. В этой роли Оливер получил возможность чаще играть блиц и оказывать больше давления на игроков соперника, противодействуя слот-ресиверам и бегущим. В шестнадцати играх сезона он сделал 70 захватов, один сэк и сбил шесть передач. В феврале 2021 года новые главный тренер Артур Смит и координатор защиты Дин Пис заявили, что попробуют Оливера в роли фри сэйфти.

#### Статистика выступлений в НФЛ

##### Регулярный чемпионат
| Сезон | Команда         | Игры | Захваты | Захваты | Захваты | Захваты | Захваты | Перехваты | Перехваты | Перехваты | Перехваты | Перехваты | Фамблы | Фамблы | Фамблы | Фамблы |
| Сезон | Команда         | Игры | Solo    | Ast     | Tot     | Loss    | Sk      | Int       | Yds       | Y/R       | TD        | PD        | FR     | Yds    | TD     | FF     |
| ----- | --------------- | ---- | ------- | ------- | ------- | ------- | ------- | --------- | --------- | --------- | --------- | --------- | ------ | ------ | ------ | ------ |
| 2018  | Атланта Фэлконс | 14   | 20      | 3       | 23      | 0       | 0,0     | 1         | 0         | 0,0       | 0         | 7         | 0      | 0      | 0      | 0      |
| 2019  | Атланта Фэлконс | 16   | 50      | 12      | 62      | 0       | 0,0     | 0         | 0         | 0,0       | 0         | 11        | 0      | 0      | 0      | 1      |
| 2020  | Атланта Фэлконс | 16   | 51      | 19      | 70      | 4       | 1,0     | 0         | 0         | 0,0       | 0         | 6         | 0      | 0      | 0      | 1      |
| Всего | Всего           | 46   | 121     | 34      | 155     | 4       | 0,0     | 1         | 0         | 0,0       | 0         | 24        | 0      | 0      | 0      | 2      |